# Fiesta de la Vendimia (Requena)
La Fiesta de la vendimia son las fiestas centrales y más populares de Requena (Valencia). Se celebran durante la última semana de agosto y primeros días de septiembre. Su duración es de 5 días, aunque en realidad, Requena se está de fiesta durante muchos más días, pues los anteriores a la Fiesta de la Vendimia se celebra la feria en honor a laa patrona la Virgen de los Dolores.

## Actos
Entre los actos más representativos, cabe destacar:
- La Proclamación de la Reina y Cortes de Honor.
- La Noche de la Zurra.
- El Pisado de Uvas y Bendición del Mosto.
- La Noche del Labrador.
- La Noche del Homenaje a las anteriores Fiestas.
- El Día del Requenense Ausente.
- La Noche del Vino.
- La Ofrenda de Flores y Frutos a la Virgen de los Dolores.
- Gran Cabalgata de carrozas por la Avenida del Arrabal.
- La Quema del Monumento al Vino, etc.

Además, durante los cinco días de fiesta se pueden ver por las calles las Comisiones de la Fiesta de la Vendimia, que en Pasacalles y acompañadas de sus respectivas bandas de música, recorren toda la ciudad y en especial las calles y mesones engalanados. Damas y comisionados, Reinas y Presidentes de los respectivos Barrios de Requena y una Reina Central acompañada de su Presidente Central, y otro tanto de lo mismo para los niños. Todos ellos conforman la Comitiva, luciendo sus trajes típicos.
Como pueblo valenciano, aunque con raíces castellanas, no podemos olvidarnos de la pólvora, por lo que podremos ver “Mascletás” y Castillos de Fuegos Artificiales que inundarán nuestro cielo de sonoridad y colorido. Durante todas las noches podremos bailar al son de orquestas y disco-móvil para los más jóvenes o “marchosos”, o también podremos ir a otros tipos de actuaciones para gente más calmada. Y seguro que también tendremos “Concierto de Rock” en la Plaza de Toros.
Paralelamente a todo esto se celebrará la Feria Requenense del Vino (FEREVIN), donde casi todos los productores de vino de nuestra localidad expondrán sus mejores productos y sus nuevos lanzamientos al mercado. FEREVIN es visita obligada para que conozcas la gran calidad de nuestros vinos y cavas, pero si ya los conoces es una buena excusa para darle otra vez una buena alegría al paladar más exquisito y sensible.

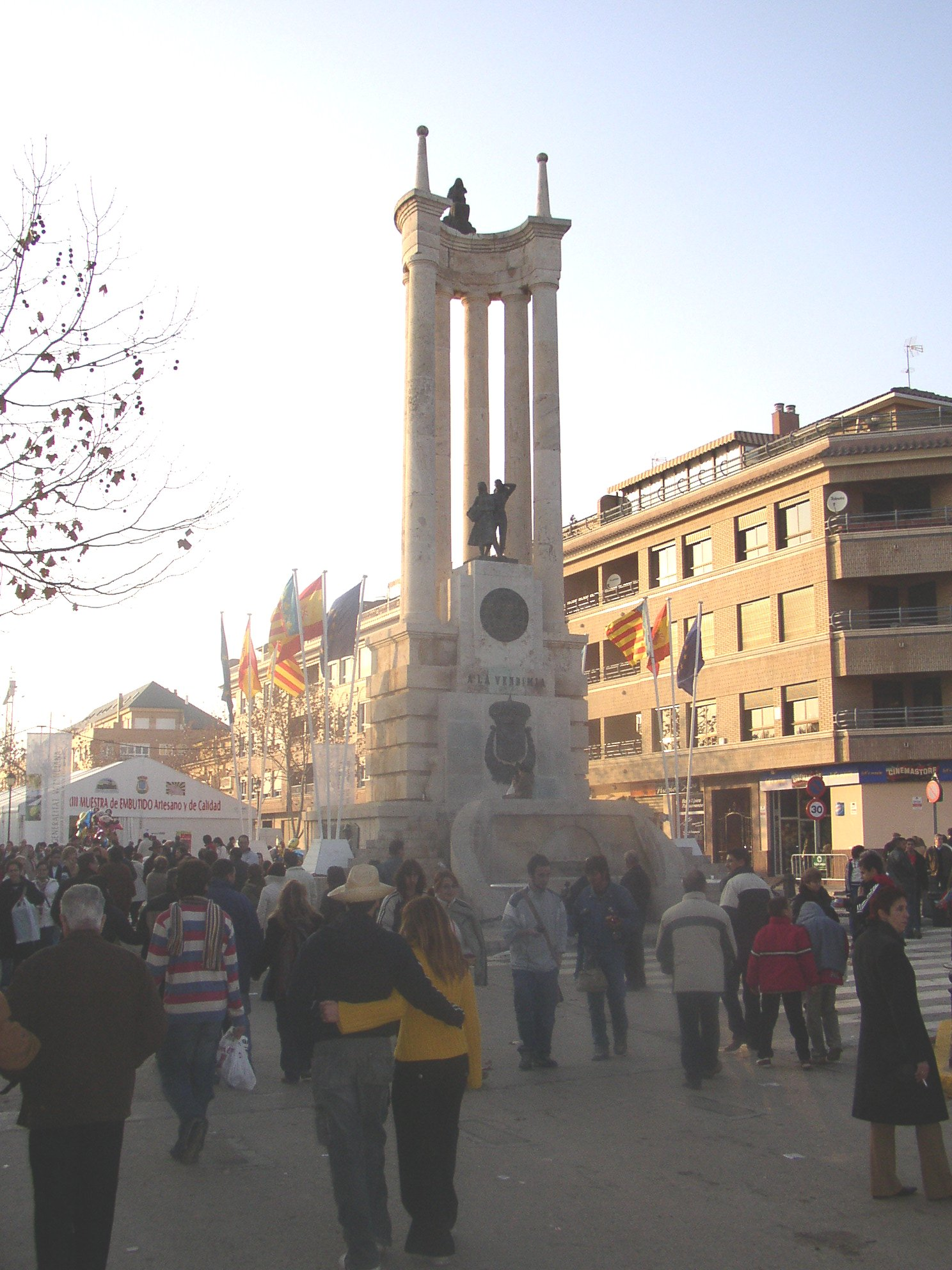
Monumento a la Vendimia

## Historia
En el transcurso del año de 1948, España sufría las consecuencias de la 2.ª Guerra Mundial y todavía se recordaban los devastadores efectos de la Guerra Civil Española. Sin embargo aún quedaba gente con deseos de insuflar a la vida aires de alegría, ilusión y esperanza. En Requena asumen esta tarea el grupo Arrabal, que lanzará la idea de dedicar una fiesta al medio de sustento principal de la ciudad de Requena: al vino y a la vendimia.
La I edición de la Fiesta de la Vendimia en 1948, fue como un embrión sencillo y trascendente a la vez, germen de mayores aconteceres, 2 días de fiesta, el 18 y el 19 de septiembre, celebrándose cada día un baile en el Patio del Mercado de la Avenida de Arrabal requenense, y además el domingo día 19 la Proclamación de una Reina de la Vendimia de 1948, Mercedes Soriano Ramos, y su Corte de Honor, Asunción Rojas Pérez y Mª Carmen Navarro.
La II Fiesta de la Vendimia en 1949 es la primera con pretensiones de Fiesta Mayor. Comienza a perfilarse la estructura actual de la Fiesta de la Vendimia. Aparecen junto a la Reina Central y la Reina central infantil, la Reinas de Barrio e infantiles y sus Cortes de Honor que serán presentadas en acto especial en el Teatro Principal, en el que actuará como mantenedor el catedrático Alejandro Gaos. Junto a bailes y verbenas se realizan otros actos: concurso de uvas, concursos de tiro y arrastre, corte del primer racimo, prensado y bendición del primer mosto, ofrenda de flores y frutos a la Virgen de los Dolores, espectáculos taurinos en la Plaza de Toros, conciertos, desfiles de bandas de música, cabalgatas, castillos de fuegos artificiales y quema del Monumento Alegórico a la Vendimia, que se instala por primera vez. El 1.º de mayo de 1949 se edita por primera vez "EL Trullo", la revista gráfica de la Fiesta de la Vendimia. También aparece el traje típico de Requena que evolucionará con las corrientes de la moda y la influencia de los estudiosos locales en la materia, hasta alcanzar su composición actual; siempre teniendo en cuenta que aún continua en su incesante evolución. 
En 1950, III Fiesta de la Vendimia, se introduce una novedad que son las Comisiones Infantiles, también por Barrios, semillero para futuras ediciones.
En 1951, IV Fiesta de la Vendimia, se estrena el Himno de la Fiesta "Cantemos a Requena" letra de José García Romero y música de Guzmán Cárcel. Este año se convocó el concurso de proyectos para el Monumento Nacional a la Vendimia, actualmente Monumento Universal a la Vendimia. Fueron elegidos tres finalistas, entre ellos obviamente el ganador, obra del arquitecto Ricardo Roso y del escultor José Esteve Edo.
En 1953, VI Fiesta de la Vendimia, se organiza la 1.ª Exposición de Vinos de Levante. El 19 de septiembre se coloca la primera piedra del Monumento Nacional a la Vendimia en la confluencia de la Avenida Arrabal y Avenida Lamo de Espinosa.
En 1954, VII Fiesta de la Vendimia, se procede a la apertura oficial del Mesón del Vino, como domicilio social de la Fiesta de la Vendimia, instalado bajo el patrocinio del Ayuntamiento de la ciudad.
En 1961, XIV Fiesta de la Vendimia, se introduce la Comisión de Exteriores, integrada por Damas y comisionados de diferentes localidades de nuestro término municipal.
En el año 1962 se instala e inaugura en la Torre del Homenaje del Castillo el Museo del Vino, actual Museo de la Fiesta de la Vendimia.
En el año 1965 se une la Feria y la Fiesta de la Vendimia bajo la denominación de "Feria de la Viña y el Vino y XVIII Fiesta de la Vendimia" siendo al año siguiente denominada ya "Feria y XIX Fiesta de la Vendimia", como hasta la actualidad.
En el año 1966, mediante resolución de 29 de enero, el Ministerio de Información y Turismo concedía el título honorífico de "Fiesta de Interés Turístico" a la Fiesta de la Vendimia de Requena. En la XXII Fiesta de la Vendimia, año 1969, se inaugura la Sala de Fiestas "El Majuelo" que supuso una fuerte entrada de fondos para la Fiesta, hasta que surgieron nuevos locales de diversión más en sintonía con las formas de diversión de los jóvenes.
En 1970, en la XXIII Fiesta de la Vendimia, se acuña el eslogan "Requena, donde la Vendimia es Fiesta", con el que se definió tan acertadamente la Fiesta por antonomasia de la ciudad de Requena. 
Un año después, en la XXIV edición de nuestra Fiesta, se establece el "Día del Requenense Ausente", en este caso con carácter genérico y en posteriores ocasiones homenajeando a requenenses que han destacado fuera de nuestra ciudad y honran a Requena. Este año se crea la Comisión de Ausentes con su Reina y Corte de Honor.
En las "Bodas de plata", en el año 1972, se inaugura la 1.ª fase del Monumento Nacional a la Vendimia, se crea el actual escudo de la Fiesta y se celebra el I Rallye Humorístico, el cual no ha dejado de celebrarse hasta la actualidad. Se instaura la "Noche del Vino", que se celebra en la Plaza de la Villa, donde se homenajea a ciudades y entidades relacionadas con la Viña y el Vino. En este año también los comisionados mayores lucen por 1.ª vez el traje típico requenense, al igual que los infantiles lo venían haciendo.
En el año 1977, XXX Fiesta de la Vendimia, toma la salida por primera vez la afamada y multitudinaria "Zurra", anunciadora del comienzo de la Fiesta. En el Barrio de las Peñas se instaura la "Noche del Labrador", noche que se dedica a personas e instituciones relacionadas con la agricultura.
En el año 1983 se firman las escrituras del "Edificio Fiesta", que a partir de entonces se convertirá en la sede social de la Fiesta de la Vendimia. El edificio Fiesta se compró gracias a la colaboración de una larga lista de personas que aportaron la no despreciable cantidad de cien mil pesetas. Este edificio cuenta con una gran Sala de Fiestas, donde en la actualidad se celebran gran cantidad de bailes, espectáculos y otros muchos actos.
En el año 1988, XLI Fiesta de la Vendimia, se instaura la Noche de la Fiesta, dedicándose este año a los fundadores de la Fiesta, y posteriormente a los componentes de cada una de las anteriores ediciones. Este homenaje ha tenido un carácter globalizador en la 50 Fiesta de la Vendimia, con la inauguración de un monumento, obra del artista local Antonio Gómez Pérez, dedicado a todos los componentes de la Fiesta de la Vendimia a lo largo de su historia.
En todos estos años de la Fiesta de la Vendimia se ha impulsado y promocionado la cultura de la vid y el vino con Ferias, exposiciones, conferencias, actos vitivinícolas, Ferias y exposiciones de maquinaria agrícola, Feria del Vino, a la vez que se ha hermanado con cooperativas y se ha relacionado con otros pueblos y organismos, teniendo una influencia especial en el desarrollo cultural de Requena. Además ha hecho compatible estas actividades con otras lúdicas como verbenas, cabalgatas, fuegos artificiales, pasacalles, sin olvidar que por sus Pabellones han pasado las primeras figuras del momento artístico.
Nuestra Fiesta de la Vendimia es la más antigua de España, una de las mejores que existen, prueba de ello lo tenemos en la cantidad de forasteros que acogemos en nuestra ciudad durante estos días y en la fama que tiene fuera de nuestras fronteras. La Fiesta de la Vendimia de Requena ha llegado hasta aquí gracias a una larga lista de mujeres y hombres abnegados que, dejando sus quehaceres cotidianos, dedica su tiempo y su vida para que el nombre de la Fiesta de la Vendimia, y por tanto el nombre de Requena, esté allá donde se merece, entre los mejores.